# František Kovář
František Kovář (ur. 21 września 1888, zm. 12 czerwca 1969) – czechosłowacki teolog, patriarcha Kościoła Czechosłowackiego w latach 1946–1961.
Z wykształcenia teolog i filozof. Były ksiądz rzymskokatolicki. Święcenia kapłańskie przyjął w 1913 roku. Po I wojnie światowej związany z ruchem Precz od Rzymu. W 1920 roku wystąpił z Kościoła katolickiego, ożenił się i przystał do nowo utworzonego Kościoła Czechosłowackiego.
Początkowo był związany z grupą Matěja Pavlíka, która opowiadała się za liturgią wschodnią. Po wyodrębnieniu się z kościoła narodowego Czechosłowackiego Kościoła Prawosławnego pozostał w Kościele Czechosłowackim.
W okresie międzywojennym wykładowca i profesor Husyckiego Wydziału Teologicznego na Uniwersytecie Karola w Pradze. Po II wojnie światowej jego dziekan.
W 1946 roku został wybrany na urząd patriarchy Kościoła Czechosłowackiego.